# 게이트웨이 프로그램
게이트웨이 프로그램(영어: Gateway Program)은 뉴저지주 뉴어크와 뉴욕주 뉴욕을 잇는 노스이스트 코리더를 연장하고 개선하는 프로그램이다. 전체 노선은 뉴어크 펜역과 뉴욕 펜역을 이을 예정이다. 이 프로그램을 통해 뉴저지 미도우랜즈를 통과하는 교량들, 더 팰리세이즈과 허드슨강을 잇는 터널이 지어질 예정이고, 1910년의 터널을 복구하며, 새로운 터미널 부속건물이 들어설 예정이다.
암트랙과 뉴저지 트랜싯 관리국이 운영하는 복선철도 노선은 시간당 24대의 열차를 운행할 수 있었다. 게이트웨이 프로그램을 통해 허드슨강을 가로지르는 열차의 수송력은 시간당 48대로 두 배로 증가할 수 있으며, 추가적인 고속철도 노선의 도입도 가능하게 만들 것이다. 뉴저지 주지사 크리스 크리스티가 다소 유사한 지역핵심접근 프로젝트를 취소한 지 1년 후인 2011년에 게이트웨이 프로그램이 공개되었다. 이미 진행 중인 이전에 계획된 개선 사항의 일부가 게이트웨이 프로그램에 통합되었다. 2012년 허리케인 샌디의 복구 및 복원 자금으로 1억 8,500만 달러를 사용하여 2013년 9월에 맨해튼 웨스트사이드의 통행권을 보존할 "터널 박스"의 새로운 건설이 시작되었다.
허리케인 샌디가 기존 노스리버 터널을 손상시킨 후 게이트웨이 프로그램의 필요성이 증가했다. 2017년 7월 게이트웨이 프로그램에 대한 환경 영향 보고서 초안이 발표되었다. 프로젝트에 대한 자금 지원은 주정부와 연방정부의 자금 지원 약속 부족으로 인해 몇 년 동안 불분명했다. 이 프로젝트는 2021년 5월 연방 정부에 의해 공식 승인되었으며 최종 규제 승인은 12월에 주어졌으며 2023년에 영업을 개시할 예정이다.

## 같이 보기
- 뉴욕 지하철 7호선 연장선
- 크로스하버 철도 터널